# Akbulatiürt
Akbulatiürt (en rus: Акбулатюрт) és un poble de la república del Daguestan, a Rússia. Segons el cens del 2010 tenia 738 habitants.